# Église Sainte-Marguerite de Molas
Pour les articles homonymes, voir église Sainte-Marguerite.
L'église Sainte-Marguerite de Molas est une église romane située au Boulou, dans le département français des Pyrénées-Orientales.